# 阿梨粤
阿梨粵（1995年4月20日—），本名阿梨。是出生於廣東省陽江市的女歌手，畢業於廣東文藝職業學院現代流行音樂專業，以翻唱及原創粵語流行音樂聞名。著名的歌曲有《晚風心裡吹》、《深深》等。

## 經歷
阿梨粵自幼熱愛音樂，擅長鋼琴與吉他演奏。2021年5月因翻唱歌曲《不該用情》在抖音獲得83.6萬播放量而受到關注。同年7月發行首張個人專輯《最愛》，收錄《最愛》、《一生何求》、《月半小夜曲》等12首歌曲。2022年3月其翻唱作品《晚風心裡吹》在抖音獲得87.3萬點讚，成為其代表作。
2023年，阿梨粵發行第三張專輯《不該用情》，並於同年9月在廣州舉辦首場個人演唱會「晚風心裡吹」。12月31日受邀參加《2024廣東衛視大灣區跨年晚會》，演唱《晚風心裡吹》及《秒針》。

## 歌曲

### 錄音室專輯
- 2021年《最愛》
- 2022年《難得有情人》
- 2023年《不該用情》

### 單曲
- 2004年《請忘了我》
- 2022年《晚風心裡吹》

## 外部連結
- 阿梨粵的新浪微博